# Épannes
Épannes är en kommun i departementet Deux-Sèvres i regionen Nouvelle-Aquitaine i västra Frankrike. Kommunen ligger i kantonen Frontenay-Rohan-Rohan som tillhör arrondissementet Niort. År 2022 hade Épannes 851 invånare.

## Befolkningsutveckling
Antalet invånare i kommunen Épannes
| Referens: INSEE |